# Malmö segelsällskap
Malmö Segelsällskap (Malmö SS) är ett segelsällskap som bedriver sin verksamhet i stadsdelen Limhamn-Bunkeflo i Malmö.
Inom jollesegling är klubben aktiv inom optimistjolle, e-jolle, 29er och laser där respektive grupp seglingstränar och fystränar hela året under ledning av klubbens tränare. 
Malmö segelsällskap arrangerar årligen seglarskola för både barn och vuxna under maj-september. Seglarskolan är certifierad av Svenska Seglarförbundet, SSF.
Malmö Segelsällskap genomför årligen tävlingarna King of the waves, MSS Cup, Saltholm Runt och Christmas Cup. Förutom dessa arrangeras ett eller flera mästerskap varje sommar på vattnen utanför Limhamn/Malmö.
Malmö Idrottsgymnasium segling startar med sin första årskull hösten 2011. Det är ett Nationell Idrottsgymnasie för seglare på elitnivå.

## Meriterade seglare från segelsällskapet
- Kent Carlson

OS 1976 Montreal, Finnjolle  5:a
OS 1980 Moskva, Finnjolle  6:a
OS 1984 Los Angeles, Starbåt tillsammans med Henrik Eyerman  4:a
- Mats Nyberg

OS 1988 Seoul, Flying Dutchman tillsammans med Peter Eriksson
OS 1992 Barcelona, Flying Dutchman tillsammans med Johan Lindell
OS 1996 Atlanta, Tornado tillsammans med Magnus Lövdén
- Martin Strandberg

OS 2004, Tornado tillsammans med Christian Mattsson

OS 2000, Tornado tillsammans med Magnus Lövdén
- Magnus Lövdén

OS 1996, Tornado tillsammans med Mats Nyberg
OS 2000, Tornado tillsammans med Martin Strandberg
- Olivia Strömblad

Optimistjolle NM 2003, Danmark
Optimistjolle NM 2005, Norge
Optimistjolle NM 2006, Finland
E-jolle NM 2007, Danmark
E-jolle EM 2007, Frankrike
E-jolle EM 2008, Italien
E-jolle NM 2009, Sverige
E-jolle VM 2009, Frankrike

- Henrik Eriksson

Laser Radial ISAF Youth Championship, Kroatien
E-jolle VM och EM
E-jolle VM 2009
E-jolle EM 2008
- Rasmus Rosengren

Optimistjolle VM 2010, Malaysia
Optimistjolle VM 2009, Brasilien
Optimistjolle NM 2008, Sverige

- Philip Gohed

Optimistjolle NM 2010, Finland
Optimistjolle EM 2009, Slovenien
- Michelle Kimbler

Optimistjolle NM 2010, Finland